# Опухлики
Опухлики — деревня в Невельском районе Псковской области России. Входит в состав Ивановской волости. 

## География
Расположена в 25 километрах от районного центра — города Невеля, в так называемом «озёрном крае» Псковской области на перешейке между озёрами Иван, состоящим из целой системы озёр Большой Иван, Малый Иван, а также озеро Каратай и озером Балаздынь, относящиеся к бассейну реки Ловать. Вокруг деревни расположен обширный сосновый бор, что создало возможность для строительства во времена СССР целого комплекса из санаториев, баз отдыха и детских лагерей. В настоящее время действует оздоровительный санаторий «Голубые озёра», «Звёздный» и ведомственный лагерь РЖД «Юный железнодорожник». Также недалеко от деревни расположена база отдыха «Скиф». Санаторий «Голубые озёра» популярен у отдыхающих из Москвы, Санкт-Петербурга и всей Псковской области. Окружающий лес и обилие озёр — излюбленное место для отдыхающих и грибников из Невеля и Великих Лук. В летнее время в деревню приезжает много дачников.

## Население
| 2001 | 2002 | 2010 |
| ---- | ---- | ---- |
| 258  | ↗386 | ↘284 |

Численность населения деревни по оценке на начало 2001 года составляла 258 человек.

## История
С января 2006 до апреля 2015 года деревня была административным центром ныне упразднённой Голубоозёрской волости.

## Транспорт
- В деревне расположена  станция Опухлики, находящаяся на Бологое-Полоцкой линии Октябрьской железной дороги. На станции останавливаются пригородные поезда Великие Луки — Алёща и Невель — Великие Луки[5][6], которыми активно пользуются отдыхающие и грибники[источник не указан 3619 дней].

- Автобусными маршрутами деревня соединена с Невелем и Великими Луками.

## Достопримечательности
- Церковь святого князя Владимира